# اولگ کوشا
اولگ کوشا (روسی: Олег Владимирович Кваша؛ زادهٔ ۲۶ ژوئیهٔ ۱۹۷۸) بازیکن هاکی روی یخ اهل روسیه است.
از باشگاه‌هایی که در آن بازی کرده‌است می‌توان به فینیکس کایوتیس اشاره کرد.